# ミュンヘン工科大学

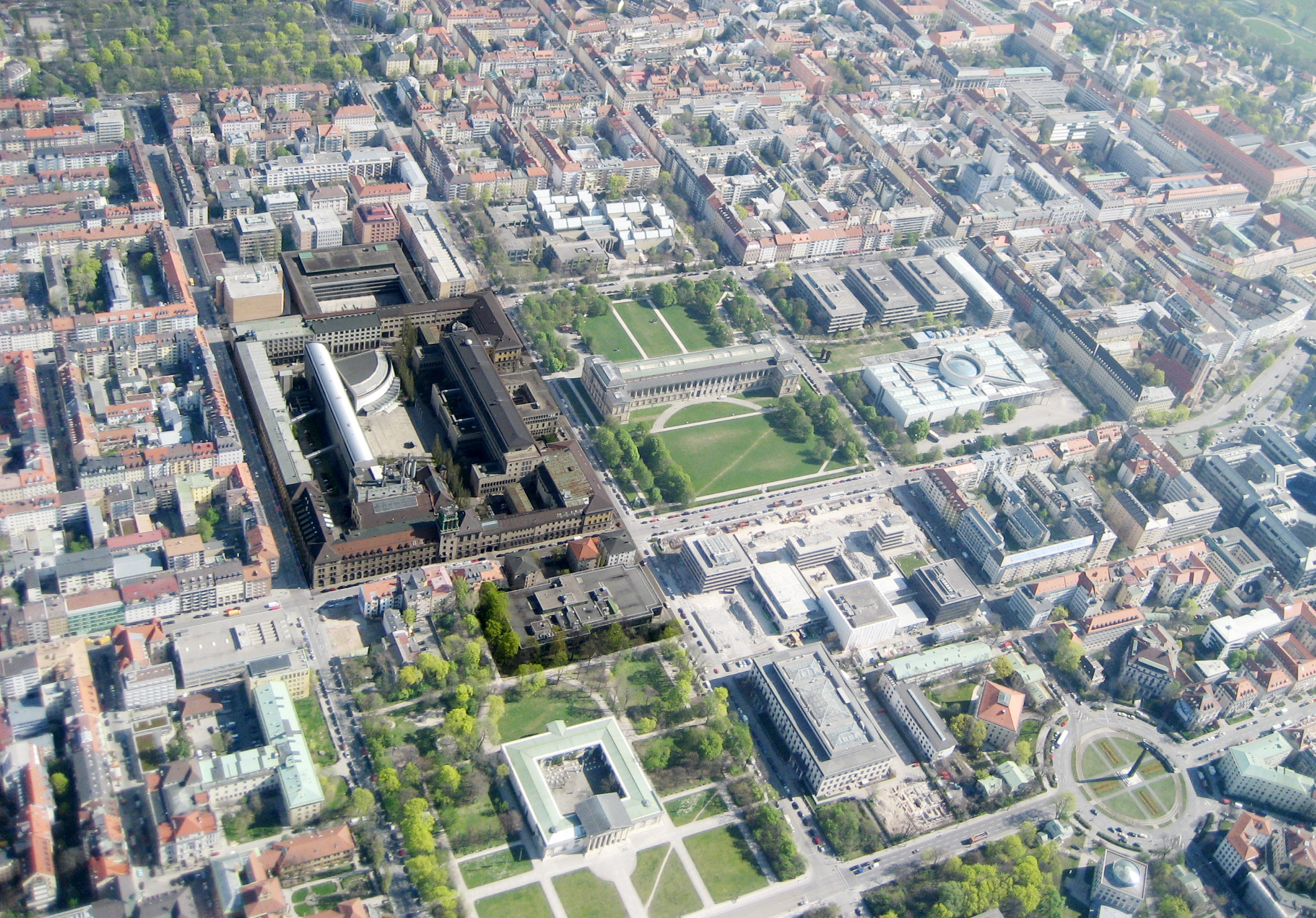
上空から見たミュンヘン工科大学（こげ茶色の建物のあるエリアがキャンパス）

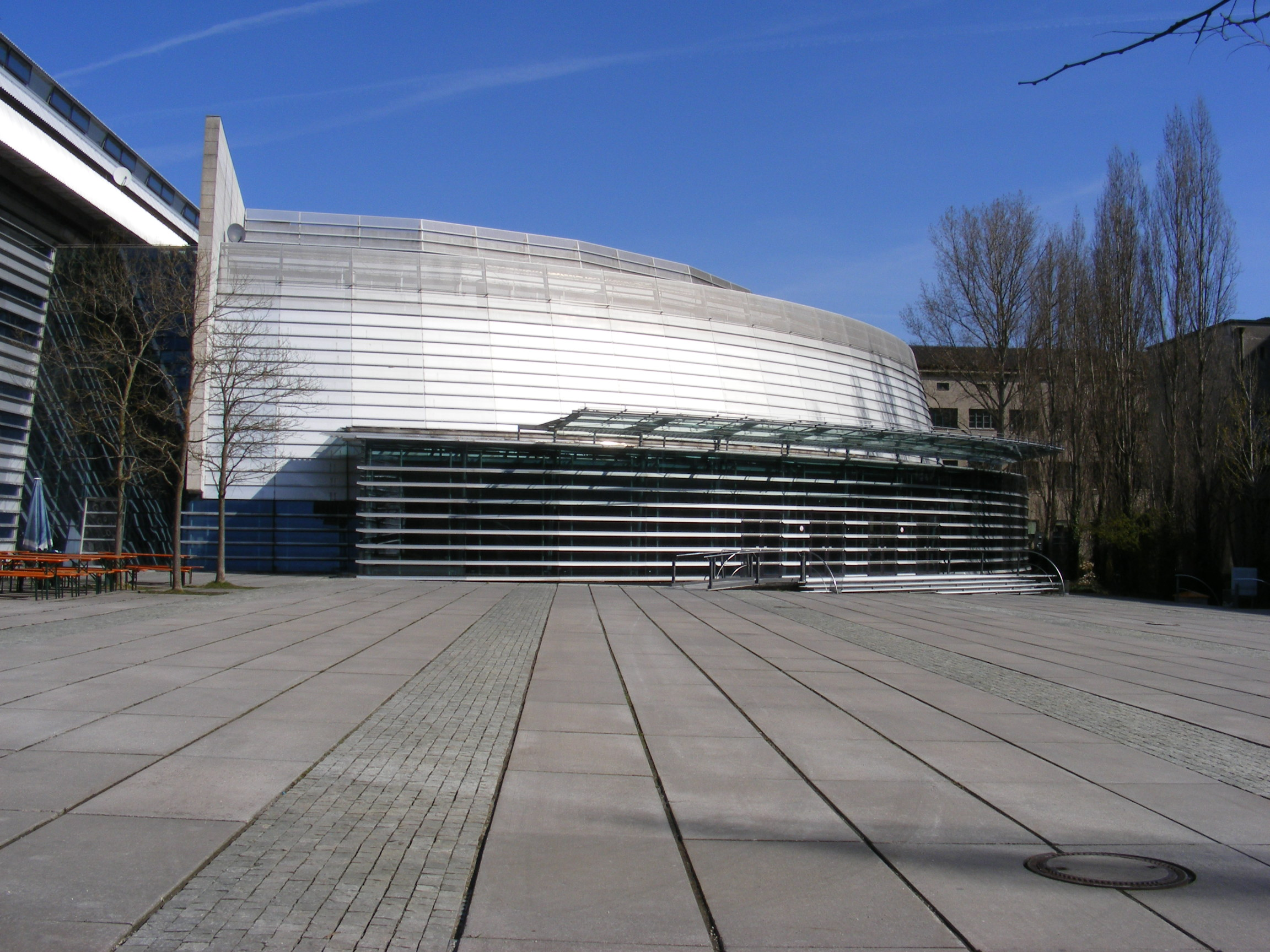
ミュンヘンキャンパス内にあるすり鉢状の巨大円形講義室。あだ名はアウディマックス。

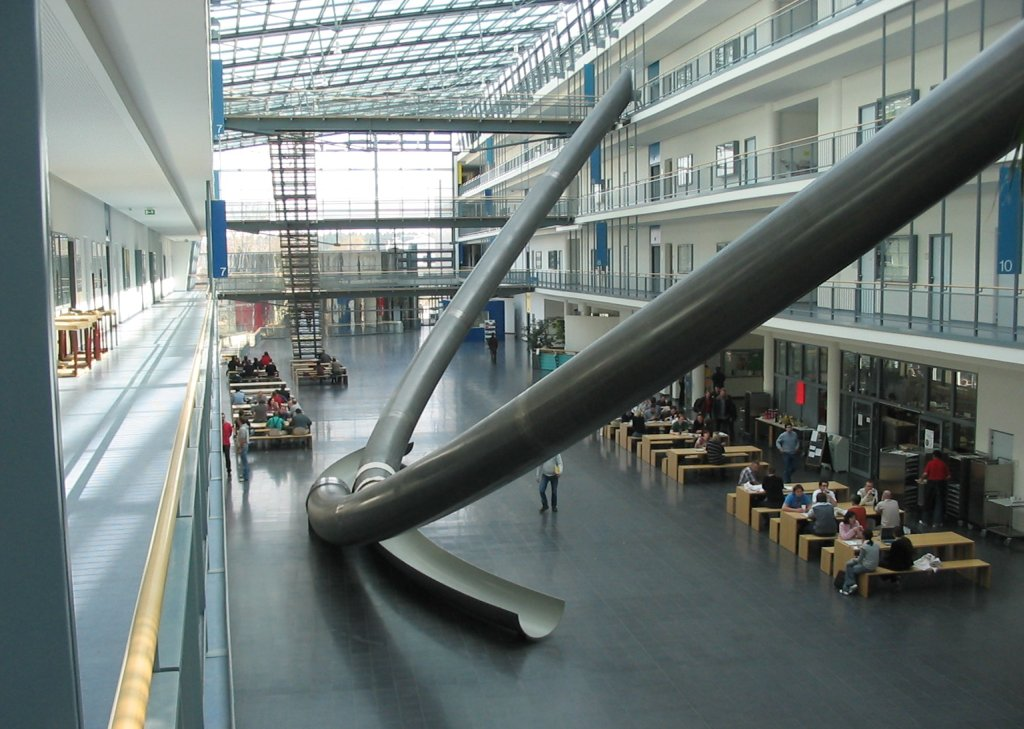
数学ならびにコンピュータサイエンス学科の校舎内にある巨大滑り台

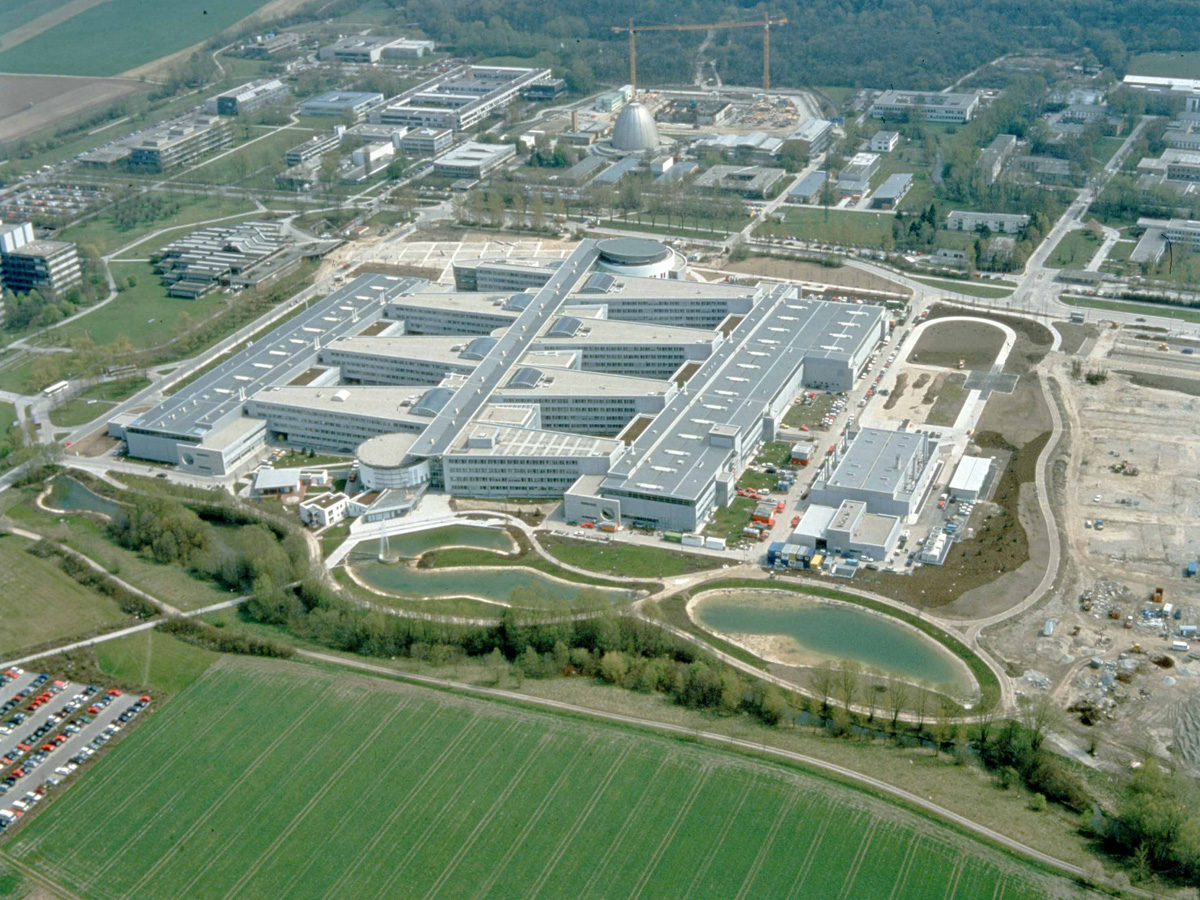
ガーヒングキャンパス内にある機械工学部

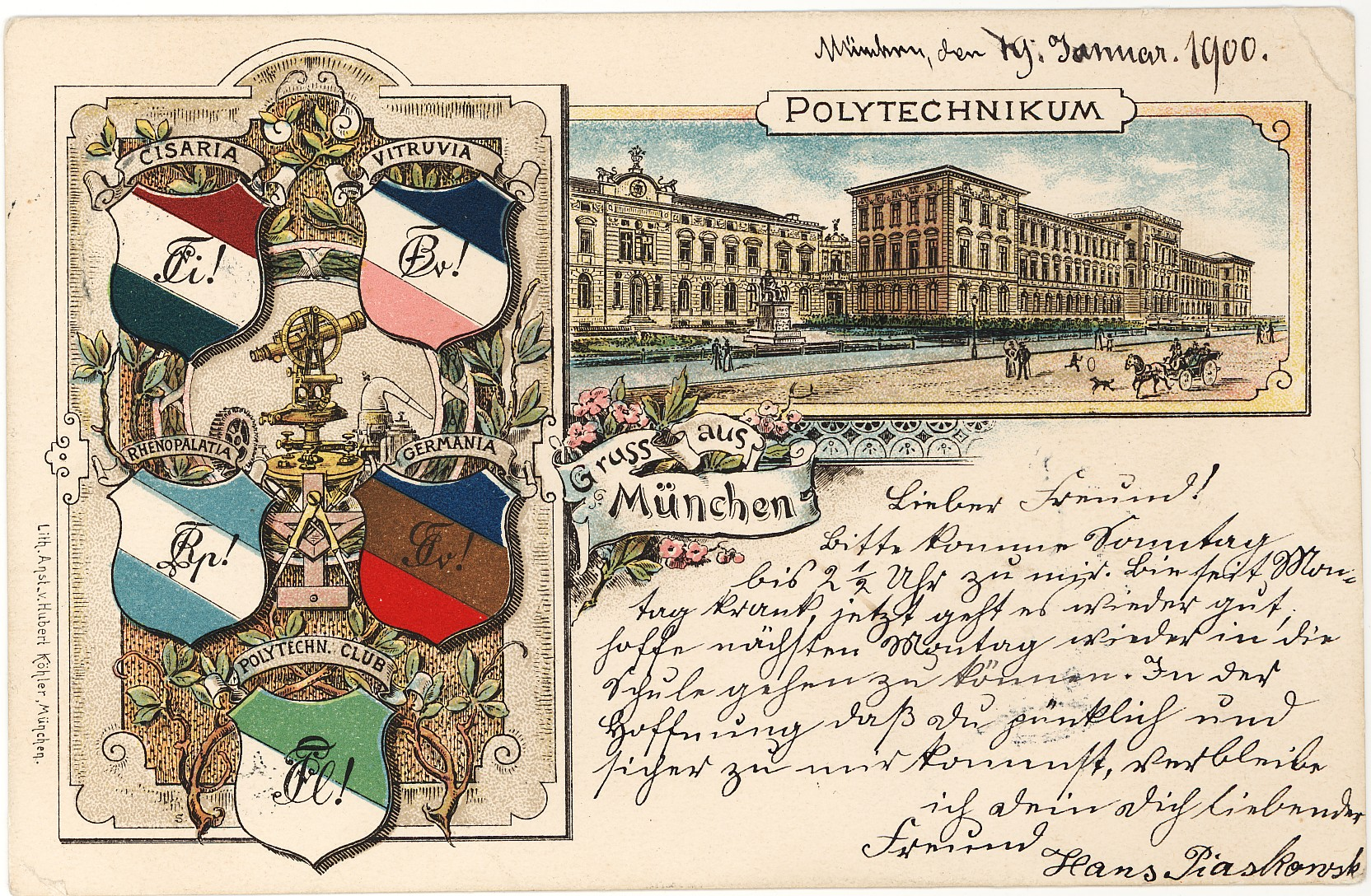
1900年に印刷された同大学のリトグラフ版画

ミュンヘン工科大学（ミュンヘンこうかだいがく、Technische Universität München, 略称：TUM）は、ドイツ第3の都市ミュンヘンにある公立大学で、ドイツ政府のエクセレンス・イニシアティブ指定大学。ノーベル賞受賞者を19人輩出しており、ドイツではエリート大学として最も名高い工科大学であり、ヨーロッパ工科系大学でもトップクラスの名門校である。2023年THE世界大学ランキングで30位（工学分野で20位）、QS世界大学ランキングで49位（共にドイツ国内では1位）となっている。
他の国内トップクラス工科系大学であるカールスルーエ工科大学、アーヘン工科大学、ベルリン工科大学らと共に工科大学連合「TU9」を構成する。
また、ヨーロッパの理工系大学の戦略的パートナーシップである「EuroTech Universities Alliance」の6つのメンバー校（ミュンヘン工科大学、スイス連邦工科大学ローザンヌ校、アイントホーフェン工科大学、デンマーク工科大学、エコール・ポリテクニーク、イスラエル工科大学）の1つとなっている。

## 概要
1827年設立のミュンヘン中央技術学校（Polytechnische Centralschule in München）を起源とし、1833年の技術学校（Polytechnische Schule）を経て、1868年、バイエルン王ルートヴィヒ2世により王立ミュンヘン高等技術学校（neue Polytechnische Schule in München）として創立された。その後、1877年に王立バイエルン工科大学ミュンヘン（Königlich Bayerische Technische Hochschule München）と改称、変遷を経て1970年より現行名称となる。
政府による研究予算を重点配分する政策（エクセレンス・イニシアティブ(Exzellenzinitiative)政策）の指定大学になっており、研究予算が重点配分されている。学術研究費の国庫補助は国内第3位（工科大学としては1位）。
2002年には付属のビジネススクール(TUM School of Management)を設立し、英語のみでビジネス系の学位を取得するプログラムも多数用意されている。2011年のドイツ大学教育研究所(CHE)による経営学ランキングで、学習状況、自由な学習の可能性、国際性、研究費用の４部門においてドイツ国内トップにランク付けされた。
ドイツ語圏ではテーウー ミュンヘン(TU München)、または、トゥム(TUM)と呼ばれている。

## 学部
ミュンヘン工科大学が擁する学部は以下の通り。キャンパスは３つあり、机上で勉強する講義の場合はミュンヘン市内のキャンパスで講義が行われるが、大きな機械や装置や土地が必要な授業の場合はガーヒング（ミュンヘンから北に17km）やヴァイエンシュテファン（ミュンヘンから北に35km）で行われる。大学1,2年生やビジネススクールの学生はミュンヘン市内で講義があり、電気や機械や建築など技術的な学科の高学年の授業や実験は郊外のキャンパスで行われる傾向がある。
- ミュンヘン (München) キャンパス
  - Department of Architecture（建築）
  - Department of Civil, Geo, and Environmental Engineering（土木工学・環境工学・測量学・地質学）
  - Department of Electrical and Computer Engineering（電気・情報工学）
  - Department of Sports and Health Sciences（スポーツ科学・保健学）
  - School of Medicine（医学）
  - School of Management（経営学）
  - School of Governance（ガバナンス）
  - School of Education（教員養成・教育研究）
- ガーヒング・バイ・ミュンヘン (Garching bei München) キャンパス
  - Department of Chemistry（化学）
  - Department of Informatics（情報学）
  - Department of Mathematics（数学）
  - Department of Mechanical Engineering（機械工学）
  - Department of Physics（物理学）
- ヴァイエンシュテファン（フライジンク）(Weihenstephan/Freising) キャンパス
  - School of Life Sciences（生命科学）
    - Nutrition（栄養学）
    - Land Management（土地管理）
    - Environmental Studies（環境学）

上記以外にもオットブルンに設置されたDepartment of Aerospace and Geodesy（航空宇宙工学・測地学)がある。
なお、厳密に言うと、School of MedicineとDepartment of Sports and Health Sciencesはミュンヘンキャンパス内ではなく、それぞれミュンヘン市内のミュンヘン工科大学附属病院内（en:Rechts der Isar Hospital）とオリンピアパーク・ミュンヘン内にある。

## ビジネススクール
ミュンヘン工科大学付属ビジネススクール(TUM School of Management)では、MBA、EMBA、消費者経営学科、環境経営学科などのビジネス系の学科を擁している。学士を取得する為の授業はドイツ語で行われるが、修士以上の学位には英語で授業と試験を行う学科が多い。修士論文や博士論文の言語も英語に指定されている。QS Business (Management) Master’s世界ランキング2023で26位（ドイツの工科大学で1位）となっている。

## 学費
2024年10月以降、国籍がEU圏内またはシェンゲン協定国の学生の学費は無料で、それ以外の学生には学費支払義務が生じることとなった。金額は学部によって異なり、1セメスター毎に2000ユーロから6000ユーロである(2025年春現在)。この措置は2023年1月に新規立法された「バイエルン州の大学イノベーション法」に基づく。この法律ができる前までは留学生を含む全学生の学費が無料であったため、非常にたくさんの留学生(特に中国人留学生が突出していた)が無料でドイツの大学教育を受けており、職人団体連盟と経済団体連盟に所属する納税者から不満の声が挙がり立法された。経済指数を考慮しながら金額が見直される事になっているため、学費金額は適宜大学のホームページで確認する必要がある。日本国籍の学生も支払義務があるが、本人または保護者がドイツで継続して5年以上納税している場合は免除が考慮される場合もある。

## 試験と学生生活
セメスター末に試験が行われる。再試験は無料だが落ちると除名となる。試験の結果によっては実質的な退学に追い込まれ、学生ではなくなる人もいるため学生証はセメスター毎に(半年毎に)更新する。
予定通りに卒業できる学生の数は入学時の約30%程度。約50%は再試験を繰り返して予定より長く時間がかかって大学を卒業するか、または、インターンシップのために休学して卒業時期が遅れる者もいる。残りの20%は試験に合格できずに退学。退学後は他の大学(少しレベルの低い大学)に願書を出して大学生活をやり直す学生が多い。
不景気の影響により企業側が実社会経験者を求める傾向にあり、在学中にインターンの経験がないと就職が難しい状況にある。このため意図的に休学をしてインターン経験を積む学生も多い。学費が安いため、親側も半年や１年の休学をしてインターンを推奨する家庭が多い。
少子化対策として、ミュンヘン工科大学はミュンヘン大学と共有の幼稚園を保有している。在学中に子供が生まれた学生は学費を無料とし、大学幼稚園も無料になる。近年ドイツでは結婚制度が見直されているため、婚姻関係がないカップル間に生まれた子供を認知した学生も同じく学費が免除となり、大学幼稚園が無料になる。
学生証には電子マネー機能が付いており、学生食堂や大学が運営するショップで買い物ができる。この機能はミュンヘン大学と共有しており、２つの大学の学生はどちらの大学内の学食やショップでも買い物ができる仕組みになっている。

## 入学基準
一次試験として以下の書類審査がある。試験の一発勝負ではなく過去数年に渡る平均成績によって合否判定される。二次試験では面接が行われる。ユニークで将来の展望のしっかりした者が選ばれる。
- 過去の学業の成績

学部の場合は高校の成績を、大学院の場合は高校から大学までの成績を提出する。合格には上位10%である事が望ましい。2024年10月以降、ドイツ国外の学校が発行した成績表はドイツの学校基準に照らし合わせて成績が再評価される事になった。この措置は「バイエルン州の大学イノベーション法」に基づく。母国で非常に優れた成績を得て入学合格しても、学生生活が始まった後にさほどでもない事が発覚する状況が多発したため(特に中国人出願者が突出していた)、入学審査の段階でドイツ基準に見直されることになった。
- 語学の成績

ドイツ語で授業が行われる学科の場合はDaFまたはDSHのスコアを提出する。英語の授業の場合はTOEFLなどのスコアを提出する。合格には上位10%である事が望ましい。
- 志望動機

学科により志望動機の提出も要求される。その学科で何を学び、将来どうなりたいかについての志望動機を文書で提出する。この文書は審査委員会によって点数が付けられ、わりと上位である事が望ましい。自分の言葉で書く事が基本で、他人の文書のコピーや引用が発見された場合は、たとえ学業や語学の成績が良くてもその時点で不合格となる。
- 面接

何を学び、将来どうなりたいかについて30〜60分の面接が行われる。面接官は教授だけではなく在学中の学生や大学院生で構成され、面接に点数がつけられる。後日、面接官より結果の点数が知らされる。ユニークなアイデアを持った学生や、同じ学科や研究室で一緒に学びたいと共感を持てる学生や、大学の将来や名誉に有望だと思う学生が高い点をもらえる傾向にある。一次で提出した語学の成績が良くても、面接官と対等にディベートできない場合は面接結果に点数が付けられないまま落とされる場合もある。面接を行わない学科もある。

## 派生ビジネス
- ビール酒造

ヴァイエンシュテファン（ミュンヘンから北35km）のキャンパス内に1040年に酒造を開始した世界最古のビール工場がある。この地にはもともとヴァイエンシュテファン修道院があり、修道院が運営する酒造工場があったが（昔のドイツでは安全な水の確保が難しく、修道院が信者に提供する衛生な飲み物としてビール酒造を始めた歴史がある）、1803年にバイエルン州が工場を買い取ったため、1868年に大学が創立された時にキャンパスとなった。食品科学学部、環境学部、農学部がビール酒造を通して研究を行っている。大学は研究を行うだけで販売はしていない。販売などのビジネスはバイエルン州が保有している会社となっており「Weihenstephan」と言うブランド名でビール、白ビール、黒ビールなど14種のビールを製造販売している。ドイツ全土で購入可能。ヴァイエンシュテファンはもちろん、ミュンヘンとガーヒングのキャンパス内のショップでも割安でビールが購入でき、ドイツの法律ではビールは16歳以上から飲酒可能なので学生証の電子マネーで購入すれば身分証明書を求められる事はない。
- 乳製品

農学部と酪農学部が研究を行って来た乳製品の分野が、バイエルン州が所有する会社として独立し「Molkerei Weihenstephan」と言う社名で1967年に営業を開始した。その後2000年にミュラーグループに買収され、完全な民間企業となりキャンパス外へ引っ越しもしたため、現在は大学との共同研究はない。牛乳、バター、ヨーグルトなど45種類の乳製品を製造販売しており、牛乳は毎年220リットル売れている。ドイツ全土に加えオーストリアでも購入可能。大学とは関係なくなったためキャンパス内での販売はない。

## 図書館
図書館はミュンヘンキャンパス、ガーヒンクキャンパス、ヴァエンシュテファンキャンパスにそれぞれ１つずつ存在する。図書の貸し出しは4週間で、延滞した場合は30ユーロの罰金を請求される。どの図書館も無線LAN、大型自習室、個人自習室、ロッカーがある。個人自習室は１ヶ月単位で無料で借りる事ができるが、敷金105ユーロが必要である。使用後、自習室内の設備に何の問題もない場合は敷金は全額返金される。
近年では、紙の本ではなく電子ファイルとして出版される書物も増えているため、インターネットネット上の図書館(TUM eJournals)もある。大学は、有料の学会誌や論文などとも契約しており、学生IDとパスワードを入力すればこれらを無料で閲覧またはダウンロードが可能である。
ドイツ博物館の中にも大学図書館がある。

## ノーベル賞受賞歴
ミュンヘン工科大学で学んだ、または研究をした19名の研究者がノーベル賞を受賞している。
- 1927年 ハインリッヒ・ヴィーラント：ノーベル化学賞
- 1929年 トーマス・マン：ノーベル文学賞
- 1930年 ハンス・フィッシャー：ノーベル化学賞
- 1961年 ルドルフ・メスバウアー：ノーベル物理学賞
- 1964年 コンラート・ブロッホ：ノーベル生理学・医学賞
- 1964年 フェオドル・リュネン：ノーベル生理学・医学賞
- 1972年 ジョン・ロバート・シュリーファー：ノーベル物理学賞
- 1973年 エルンスト・オットー・フィッシャー：ノーベル化学賞
- 1985年 クラウス・フォン・クリッツィング：ノーベル物理学賞
- 1986年 エルンスト・ルスカ：ノーベル物理学賞
- 1987年 カール・アレクサンダー・ミュラー：ノーベル物理学賞
- 1988年 ロベルト・フーバー：ノーベル化学賞
- 1988年 ヨハン・ダイゼンホーファー：ノーベル化学賞
- 1989年 ヴォルフガング・パウル：ノーベル物理学賞
- 1991年 エルヴィン・ネーアー：ノーベル生理学・医学賞
- 2001年 ヴォルフガング・ケターレ：ノーベル物理学賞
- 2007年 ゲルハルト・エルトル：ノーベル化学賞
- 2016年 ベルナルト・L・フェリンハ：ノーベル化学賞
- 2017年 ヨアヒム・フランク：ノーベル化学賞

## 著名な出身者
- オスカー・フォン・ミラー：ドイツ博物館創立者。ミュンヘンに世界初の電線を引く。三相交流による高圧送電を実用化。
- カール・フォン・リンデ：圧縮による冷凍機を発明。リンデ株式会社の母体を設立。
- ルドルフ・ディーゼル：ディーゼルエンジンを発明。カール・フォン・リンデの弟子。
- エミール・エルレンマイヤー：ケト-エノール互変異性（エルレンマイヤー則）を発見。三角フラスコを考案。
- フリードリヒ・ラッツェル：政治地理学・環境決定論の祖。レーベンスラウム（生存圏）の概念を提唱。
- ハインリッヒ・ゴットフリート・ゲルバー (Heinrich Gottfried Gerber)：カンチレバートラス橋（ゲルバートラス橋）を発案。
- トーマス・マン：小説家。ノーベル文学賞受賞（1929年）
- ヴァルター・グロピウス：近代建築の巨匠。バウハウスの創立者・初代校長。
- ルートヴィヒ・プラントル：物理学者。流体力学のプラントル数で知られる。
- ハンス・フィッシャー：葉緑素とヘミンの研究によりノーベル化学賞受賞（1930年）
- ヴァルター・マイスナー：超伝導の特性のひとつであるマイスナー効果を発見
- クラウディウス・ドルニエ：飛行艇ドルニエ Do Xの設計者。ドルニエを設立。
- ウィリー・メッサーシュミット：ナチス・ドイツ空軍主力戦闘機メッサーシュミットBf109を設計
- フリッツ・トート：ドイツ国初代軍需大臣。ナチス突撃隊大将。土木技術者、アウトバーン建設総監。
- アルベルト・シュペーア：建築家。ナチス・ドイツの政治家。ゲルマニア計画を指揮、軍需大臣。
- ハインリヒ・ヒムラー：ナチス・ドイツの政治家。ナチス親衛隊長官。
- ヴィルヘルム・ヌセルト：伝熱の研究。無次元数のヌセルト数に名前が残っている。
- ルドルフ・メスバウアー：メスバウアー効果を発見。ノーベル物理学賞受賞（1961年）
- コンラート・ブロッホ：生化学者。ノーベル生理学・医学賞受賞（1964年）
- エルンスト・オットー・フィッシャー：サンドイッチ構造有機金属錯体の研究。ノーベル化学賞受賞（1973年）
- カール・シュテッター：微生物学者。極限環境微生物（好熱性細菌）研究の権威。
- エルンスト・ルスカ：電子顕微鏡を開発。ノーベル物理学賞受賞（1986年）
- ロベルト・フーバー：光合成反応中心の研究。ノーベル化学賞受賞（1988年）
- ヨハン・ダイゼンホーファー：光合成反応中心の研究。ノーベル化学賞受賞（1988年）
- ヴォルフガング・パウル：物理学者。イオントラップ法を開発。ノーベル物理学賞受賞（1989年）
- エルヴィン・ネーアー：生化学者。パッチクランプ法の開発でノーベル生理学・医学賞受賞（1991年）
- ヴォルフガング・ケターレ：ボース＝アインシュタイン凝縮に関する基礎的研究。ノーベル物理学賞受賞（2001年）
- ゲルハルト・エルトル：固体表面化学の研究。ノーベル化学賞受賞（2007年）
- 森永晴彦：原子核物理学者
- ヴォルフガング・ アントン・ヘルマン（ドイツ語版）：化学者、学長
- ヘルベルト・ディース：フォルクスワーゲングループCEO

## 日本における協定校
- 東京大学
- 京都大学
- 東北大学
- 北海道大学
- 大阪大学
- 名古屋大学
- 九州大学
- 東京工業大学
- 大阪工業大学
- 慶應義塾大学
- 早稲田大学
- 筑波大学
- 香川大学
- 神戸大学
- 奈良先端科学技術大学院大学